# ドラゴンクエストモンスターズ3 魔族の王子とエルフの旅
『ドラゴンクエストモンスターズ3 魔族の王子とエルフの旅』（ドラゴンクエストモンスターズスリー まぞくのおうじとエルフのたび）は、スクウェア・エニックスから2023年12月1日にNintendo Switchで、2024年9月12日にSteam・iOS・Androidで発売されたゲームソフト。

## 概要
ゲーム中に登場するモンスターを育成するRPGである『ドラゴンクエストモンスターズ』シリーズの第7作。ドラゴンクエストモンスターズの25周年を記念して発売された。ドラゴンクエストモンスターズの本編としては『ドラゴンクエストモンスターズ2 マルタのふしぎな鍵』以来、約22年ぶりの完全新作となる。
『ドラゴンクエストIV 導かれし者たち』のもうひとつの可能性を描いたアナザーストーリーとなっており、魔族の王子であるピサロを主人公とし、その生い立ちや人間を滅ぼすと決意するまでの背景などがピサロの視点で描かれる。
ゲーム音楽は2021年9月30日に死去したすぎやまこういちが生前に制作したものを再利用している。

## システム
これまでのシリーズと同じくモンスターをスカウトし、そのスカウトしたモンスターたちを配合をすることにより新たなモンスターを生み出しストーリーを進めていくことになる。
インターネット通信には対応しているが、ローカル通信には対応していない。また、ハードの違いにより過去の作品からモンスターを連れてくることができない。

## ストーリー
魔界の支配者ランディオル大帝の息子ピサロは、とある事情から命からがら魔界から逃げ出した人間の母ミオレと共に、人間界で迫害から逃れながら暮らしていた。
しかし、長きに渡る放浪生活は、病弱であるミオレを弱らせていった。ピサロは魔界へ行き、ランディオル大帝に母の助命を懇願するが、ランディオルはそれを良しとせず、ピサロに魔物を攻撃できなくする呪いをかけた上で始末しようとするが、間一髪天界の神マスタードラゴンの介入により、窮地を脱した。
マスタードラゴンからミオレが病死したこと、ピサロ自身から魔族の血を消し去り、人間にすると告げられるが、ピサロは父への復讐のために、魔界の王となるべくその提案を拒否し、辺境の村ロザリーヒルでの生活を始めたのだった。
ピサロ暗殺を目論むべく、魔界から人間界へ送り込まれる刺客は徐々に手強くなっていき、村唯一のモンスターマスターであるモンじいは、ピサロの自衛の手段としてモンスターマスターとなることを提案され、ピサロの壮大な冒険が幕を開けるのだった。

## 登場人物
ピサロ（デフォルト名 / 変更可）
声 - 小野大輔
本作の主人公。魔族と人間のハーフである青年。後にモンスターマスターとなり、旅することになる。
見せ物として扱われていたロザリーを助けて仲間にし、続いて煉獄峠の魔界でベネットを仲間にするが、迫害の経験から、人間を滅ぼすことを企てたことでベネットが決別してしまう。そして、中級のクリア後の終盤でエスターク復活を祝ったが、そこで勇者一行と遭遇する。しかし、駆けつけたロザリーの親友のミンミから、ロザリーが人間に誘拐されたことを聞く。急いでロザリーヒルの塔に戻るが、そこに誘拐されたはずのロザリーがいて、人間に誘拐を指示したのはベネットだと言われる。そこへ決別から戻ってきたベネットから、そこにいるロザリーは偽物で本物は今も人間に囚われていると言われ、ロザリーとベネットのどちらを信じるか選ぶことになる。しかし、一度はロザリーに化けた偽物の泣き落としによってベネットは追い出され、彼女にハメられて騙される。すぐに本物のロザリーを救出に向かうが、ロザリーは人間によって襲われた後だったため、救出に間に合わなかった。これ見た彼は激怒してロザリーを襲った人間を殺害した後、ロザリーから人間を滅ぼすのをやめるように言われるが、ロザリーは途中で息を引き取る。原作通りにロザリーを失った彼は彼女の死によるショックと、人間たちへの怒りと憎しみから進化の秘法で異形の怪物になり、理性を失い、なすすべもなく破滅に導かれ、勇者たちに倒される末路を辿る。しかし、ベネットがアグルカから盗んだ「ときのすな」を使い、選択前まで時間を戻したことで助けられる。その後、本物のロザリーを助けることを決心し、ベネットを信じる。そして、ベネットの協力を得たことでロザリーに化けた偽物の騙し討ちを暴き、偽物を倒す。その際、人間に誘拐を指示していたのはベネットではなく、ロザリーを暗殺しようと彼女を狙った張本人がエビルプリーストであることを知る。そしてベネットと協力して人間を追い払い、間一髪でロザリーを無事に救出した。救出後、悪い人間はたくさんいるがベネットのように優しい人もいるというロザリーの話を聞き入れ、人間を滅ぼすという野心を捨てる。そして、人間を滅ぼすことをやめたことでベネットと和解し、再び仲間になり、ロザリーと共に生きる道を選んだ。終盤で、流神殿の魔界・上級エリアにて全ての黒幕であるエビルプリーストを倒し、ランディオル大帝の居城へ乗り込んだ。
ロザリー
声 - 上田麗奈
エルフの娘である少女。奴隷にされていたところをピサロに助けられ、以降は旅に同行している。
中級のクリア後の終盤では、エスタークが勇者たちに倒された後、エビルプリーストの策略によって人間に誘拐されてしまう。ピサロがロザリーヒルの塔に戻るとそこに誘拐されたはずのロザリーがいるが、これはエビルプリーストがピサロの足止めとしてロザリーヒルの塔に送り込んだ、部下であるくらやみハーピーが化けた偽物。ピサロが偽物のロザリーとベネットのどちらを信じるか選択した後、一度は原作通りにロザリーは人間によって殺害され、彼女を失ったショックから、ピサロは進化の秘法で異形の怪物と化す。しかし、ベネットが「ときのすな」を使ったことで時間を戻される。そして、ピサロがベネットを信じ、ロザリーに化けた偽物を倒した後、ベネットの協力を得たピサロに人間たちから救出される。救出された後、彼に「人間は悪い人間だけでなく、ベネットさんのように優しい人間もいます、どうか人間を滅ぼすことをやめてください」とピサロに言って、彼女の言った通りにピサロは人間を滅ぼすことをやめた。
最初の選択はどれを選んでも本物が殺害されるという結果を見ることになる。
ベネット
声 - 松岡禎丞
魔法研究家である青年。とある出来事をきっかけにピサロの旅に同行している。
煉獄峠の魔界の初級エリアにてピサロとロザリーと出会い、旅の仲間になる。しかし、中盤でピサロが人間を滅ぼそうとしたときは一度はピサロを人間の敵と見なして決別する。後にピサロが偽ロザリーに騙されそうになったときに現れ、ピサロはベネットとロザリーのどちらを信じるか選択することになる。ピサロがロザリーを信じた場合は「もう勝手にしろ!!」と言い放ち、今度こそピサロを見限って涙と共に悲しい顔をして去っていく。これにより、ロザリーを選んだピサロは偽物に騙され、本物のロザリーが暗殺され、彼女の死にショックを受け、悲劇的な結末を迎えるが、ベネットはアグルカから奪った「ときのすな」を使って選択前まで時間を戻し、ピサロの進化の秘法を防いだ。その後は、ピサロが彼を信じた場合は「ようやく腹は決まったな」と言う。そしてベネットを信じたピサロはロザリーに化けた偽物を倒すことに成功し、ピサロと共にロザリーを救出した後、「やっと人間と戦うことをやめてくれたな」と人間を滅ぼすことをやめたピサロと和解し、再び仲間になった。
最初の選択は彼を信じてもロザリーがルビーの涙を流したのを見てピサロが本物だと信じてしまうので、進化の秘法を使うのを防ぐことはできない。
アゲぴぴ
声 - 直田姫奈
宙に浮いている精霊。ピサロにモンスターマスターの基本をサポートする。
エスターク
『ドラゴンクエストIV』本編に登場した「地獄の帝王」と呼ばれる魔物。
本作ではマスタードラゴンに反逆した邪悪な天空人・イシュカによって生み出された「地獄の三神」という設定で、クーク、ジュマ、イスナの3体が存在する。かつて地上を荒らし尽くしたが、現在はマスタードラゴンによって魂と肉体を分離させられた状態で「災厄の魔宮」に封印されており、彼らを崇める「パッゴイ邪教団」が復活を目論んでいる。また、「エスターク」の名は人間が名付けたもので、真の名はラバタドゥーラ、フィタドゥーラ、ヴィエンドゥーラであるとされ、ヴィエンドゥーラに当たるのがジュマであると明かされているが、残り2つがどちらに対応しているかは不明。
エスターク・クーク
従来のエスターク。三神の中で最も早く目覚めるが、原作同様勇者一行によって倒されるためピサロたちが直接対峙する場面はない。配合で仲間にすることも可能。
エスターク・イスナ
『ドラゴンクエストX』などに登場する真・災厄の王と同じ姿をしている。物語終盤に目覚め、ピサロたちと対峙する。
エスターク・ジュマ
本作オリジナルの姿をしており、上半身はクークに似ているが下半身がなく、竜巻のようなものを生み出して浮遊している。直接の描写はないがイスナよりも早く目覚めており、ピサロたちが玉座の間にたどり着いたときには姿を消していた。クリア後の世界で隠しボスとして決着をつけることとなる。
炎竜三兄弟（アンドレアル）
声 - 最上嗣生
『ドラゴンクエストIV』本編に登場したアンドレアルの三兄弟。よく見ると大きさが微妙に違う。
ランディオル大帝に忠誠を誓い、彼のために生きて死ぬという魂の誓いを立てており、彼に永遠の命を捧げるために「獄炎鳥ルタガルーダ」を復活させようとしている。
アンドロス
炎竜三兄弟の長男。冷静で落ち着いた性格。常に敬語で話す。
ドレンガ
炎竜三兄弟の次男。アンドロスを「兄者」と呼ぶ。
アルーガ
炎竜三兄弟の三男。口調は子供じみており、兄達を「アンちゃん」と呼ぶ。なお、上記3匹の名前を合わせることで「アンドレアル」となる。
ランディオル大帝
声 - 山路和弘
魔界の支配者にして、ピサロ、リュノ、ディオロスの父。それぞれ、人間、エルフ、魔物との間に生まれた息子であるが、これは様々な種族の可能性を見出そうとしたからであり、3人に各々過酷な試練を課した。

## スタッフ
- ゼネラルディレクター - 堀井雄二
- キャラクターデザイン - 鳥山明
- 音楽 - すぎやまこういち
- シナリオライター - 藤澤仁
- Principal Artist - 山本隼人
- Product Manager - Akihiko Nagayama
- プロデューサー - 横田賢人

## 広報
CMとしてお笑い芸人の粗品が登場する動画が2本公開され、どちらもモンスターのCGアニメと一緒にゲームをする内容。撮影インタビュー動画もある。
12月8日に発売7日間イベントがオンラインで開催。
MCに粗品、ゲストに倉持由香、そらる、なつめさんち、よしなま、特別ゲストとして堀井雄二が登場。Xとコラボし自分のパーティを投稿した人の中から抽選でドラゴンクエストオリジナルグッズがプレゼントされる。
Nintendo Switch版では、2023年12月1日から2024年1月12日にかけて、日本マクドナルドとのコラボレーションキャンペーンを実施。期間中、マックデリバリーを利用すると、ゲーム内で使用可能な限定モンスター3種（「バーガースライム」「フルーリーサタン」「バーガーミミック」）などが配布された。その後、2025年3月6日にはこれらのコラボモンスターを入手できる無料DLCの配信が開始され、キャンペーン期間中に入手できなかったプレイヤーもゲーム内で使用可能となった。

## 評価
初週のパッケージ版売上はファミ通によると34万6583本であった。